# Lichenochrus decoloratus
Lichenochrus decoloratus är en insektsart som beskrevs av Brunner von Wattenwyl 1895. Lichenochrus decoloratus ingår i släktet Lichenochrus och familjen vårtbitare. Inga underarter finns listade i Catalogue of Life.